# Helaeomyia petrolei
Espèce
La mouche du pétrole (Helaeomyia petrolei) est une espèce de mouche de la famille des Ephydridae, originaire de Californie (États-Unis). La larve se nourrit de débris d'insectes morts qui ont été piégés dans des flaques de pétrole d'origine naturelle. C'est l'unique espèce connue d'insectes capables de se développer dans le pétrole brut, substance normalement très toxique pour les insectes.

## Description
Les adultes, d'une longueur de 5 mm environ, ont le corps noir, sauf pour les joues plus claires. Les haltères sont jaunâtres, avec des boutons blancs. Les yeux densément velus sont très rapprochés au milieu de la face.
Le troisième article des antennes est légèrement plus long que le deuxième, dont l'axe ne dépasse pas le sommet de l'antenne.
Les ailes diaphanes sont teintées de gris sur presque toute la moitié costale, avec parfois une tache vers le sommet de la cellule submarginale.
L'apex de la seconde nervure est presque deux fois plus éloigné de la première que l'apex de la troisième.

## Biologie
Alors que normalement les larves nagent lentement près de la surface du pétrole, respirant grâce à des appendices remplissant la fonction de tubes à air, qui n'apparaissent que sous forme de minuscules points au-dessus du film de surface, elles sont capables de s'immerger pour des périodes plus longues.
Le comportement d'accouplement et la ponte n'ont pas encore été décrits, mais on pense que les œufs ne sont pas déposés dans le pétrole. Les larves quittent ce dernier uniquement pour la pupaison, qui se déroule sur des tiges d'herbe à proximité des flaques.
Leur développement complet, depuis les larves nouvellement écloses jusqu'à la chrysalide se déroule exclusivement dans le pétrole.

### Tolérance au pétrole

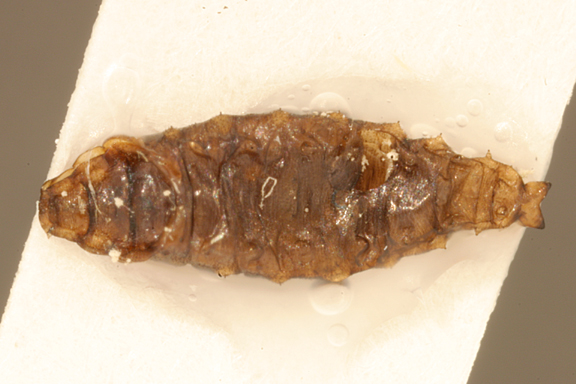
Larve de Helaeomyia petrolei.

Les larves ingèrent de grandes quantités de pétrole et d'asphalte, et on peut voir leur appareil digestif rempli de pétrole. Cependant, des expériences nutritionnelles ont montré qu'elles se nourrissent de matières animales présentes dans le pétrole, qu'elles dévorent rapidement.
Bien que le pétrole puisse atteindre des températures allant jusqu'à 38 °C, les larves ne souffrent pas d'effets néfastes à cause du pétrole, même lorsqu'on les expose en plus à 50 % de térébenthine ou 50 % de xylène au cours d'expériences de laboratoire.
Les larves de la mouche du pétrole contiennent environ 200 000 bactéries hétérotrophes, qui ont suscité l'intérêt des scientifiques à la recherche de micro-organismes ou d'enzymes qui fonctionnent dans un milieu de solvants organiques. Les nutriments riches en azote libérés dans l'intestin rendent ce milieu, avec une pH de l'ordre de 6,5, propice au développement de ces bactéries. Il n'existe aucune preuve que ces bactéries contribuent à la physiologie des insectes.
Le zoologiste britannique William Homan Thorpe a déclaré que Helaeomyia petrolei était « sans doute l'une des principales curiosités biologiques du monde ».

## Distribution
La mouche du pétrole a été décrite en premier dans du pétrole brut de La Brea Tar Pits, près de Los Angeles en Californie. Les asticots étaient cependant déjà connus des techniciens du pétrole depuis des années.
Cette population n'est pas considérée comme menacée. On a par la suite retrouvé cette espèce dans d'autres lieux, où les populations sont considérées comme sporadiques.